# Thanatus granadensis
Thanatus granadensis är en spindelart som beskrevs av Eugen von Keyserling 1880. Thanatus granadensis ingår i släktet Thanatus och familjen snabblöparspindlar.
Artens utbredningsområde är Colombia. Inga underarter finns listade i Catalogue of Life.